# Museu d'Art Modern de Tarragona
El Museu d'Art Modern de Tarragona (MAMT) es troba a la Casa Martí, al carrer de Santa Anna, 8. Va ser creat l'any 1976 per la Diputació de Tarragona amb la finalitat de promoure l'estudi i el coneixement de l'art modern i contemporani i, alhora, per conservar i mostrar el seu patrimoni artístic i compartir-lo amb la ciutadania. Té una biblioteca auxiliar, un centre de documentació i un arxiu fotogràfic. L’obra més importat del museu és el Tapís de Tarragona, de Joan Miró. Es tracta d’un projecte de grans dimensions que Miró va crear conjuntament amb Josep Royo. El pintor va regalar aquesta obra a l’Hospital de la Creu Roja l’any 1970 per agrair al doctor Rafael Orozco l’atenció que va oferir a la seva filla. Quan l’hospital va tancar, va cedir el tapís al Museu d’Art Modern.
Per tal de facilitar l'apropament de l'art a un ampli sector de públic infantil i juvenil, el Museu d'Art Modern ofereix als centres educatius, mitjançant el MAMT Pedagògic, la possibilitat de realitzar visites guiades per a grups escolars, a partir dels tres anys, amb la concertació prèvia de cita. El Servei Pedagògic amplia anualment la seva oferta pedagògica a fi d'involucrar la comunitat educativa en el coneixement de l'art modern i contemporani.

## Història

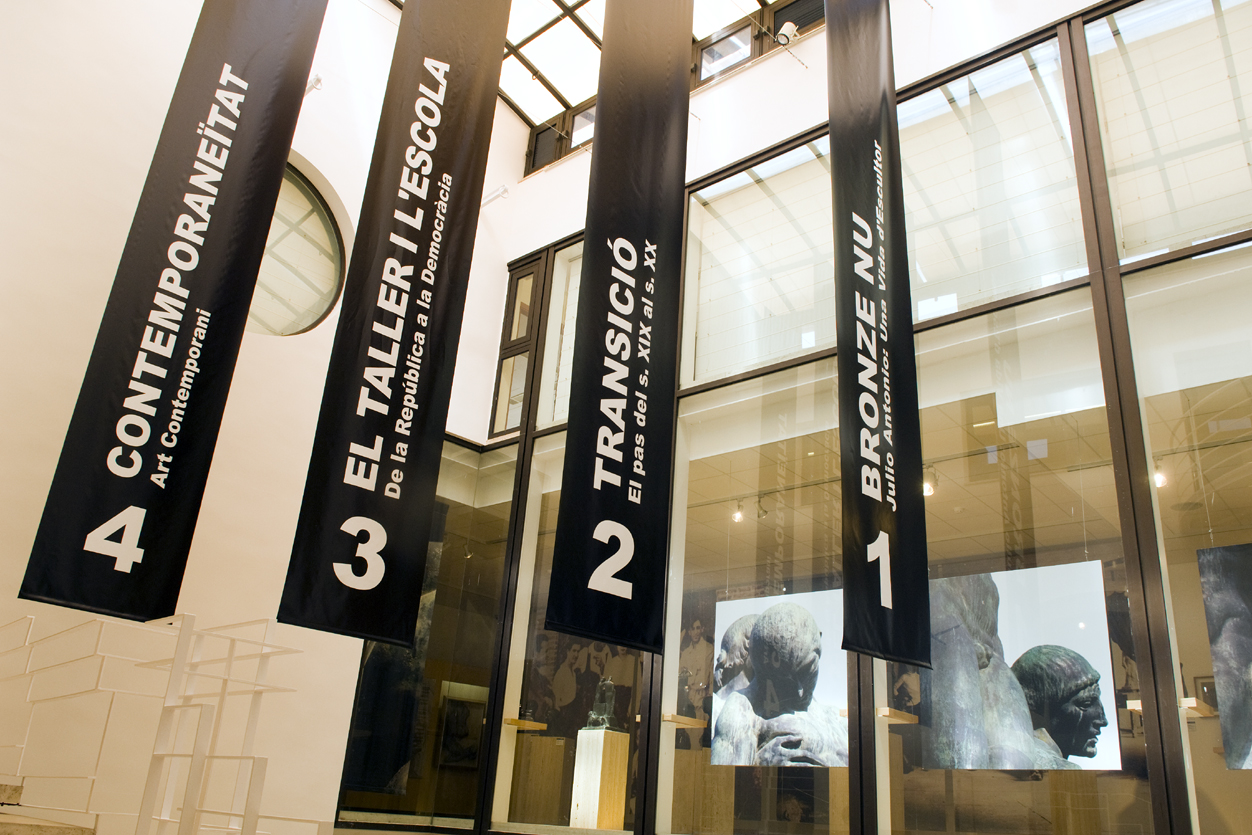
Interior del museu

La idea de crear un Museu d'Art Modern a Tarragona prové originalment de l'etapa de l'Escola-Taller de pintura i escultura sota la direcció d'Ignasi Mallol i Joan Rebull. Mallol va començar les gestions per a construir el museu però l'esclat de la guerra civil va aturar tots els projectes i va suposar l'inici del projecte de Salvaguarda i Documentació del Patrimoni Artístic de Catalunya, de fet l'Arxiu Históric de Tarragona es conforma el 1937 amb aquestes peticions.
L'any 1976, la Diputació de Tarragona creà el Museu d'Art Modern amb la intenció de conservar i donar a conèixer les seves col·leccions, que s'havien iniciat al començament dels anys 1960, quan s'adquiriren totes les obres que conservaven les germanes de l’escultor Julio Antonio. A partir d'aquesta data, i amb l'assessorament del director de l'Escola d'Art de Tarragona, Lluís M. Saumells, es van comprar les col·leccions d'obres dels escultors Santiago Costa i Vaqué i Salvador Martorell i Ollé, i les de pintura de Josep Sancho i Piqué.
També des de l'any 1943, durant un temps anualment i després cada dos anys, la Diputació convocava els premis d'escultura Julio Antonio i els de pintura Josep Tapiró, i es reservava la propietat de les obres premiades.
El 2008, el Museu va presentar la renovació de la seva exposició permanent amb un nou projecte museogràfic que aporta un important caràcter didàctic a la presentació de les col·leccions.

## Edifici
La Casa Martí, catalogada com a bé cultural d'interès local,  és el resultat de la unió de tres cases: la primera va pertànyer al Col·legi Jesuític dels Sants Reis. Confiscada per la Corona arran de l'expulsió dels jesuïtes el 1767 per Carles III, el 1772 fou adquirida per Antoni Martí i Gatell, i esdevingué la casa pairal dels Martí d'Ardenya. El seu fill Antoni de Martí i Franquès hi visqué entre el 1798 i la seva mort el 1832, i hi establí la biblioteca i el laboratori. Fou succeït pel seu fill Gaietà, que va comprar dues cases adjacents el 1838 i 1857 i les va unir a l'antiga per a crear una gran mansió.
El 1951 s'hi establí l'Escola d’Art de la Diputació de Tarragona, fins que el 1976 es traslladà a la ubicació actual, a la zona de Sant Pere Sescelades. El 1983, la Diputació adquirí l'immoble i dos anys després n'encarregà a l'arquitecte Jaume Mutlló i Pàmies el projecte de reforma, obrint les portes el 1991.
Consta de planta baixa, pis i golfes. El portal d'accés és d'arc rebaixat; al pis, hi ha balcons amb barrots de ferro forjat, i a les golfes, finestres amb arc de mig punt. El coronament té un ràfec. Hi ha un oratori annex d'estil neogòtic i cúpula al saló principal.

## Col·leccions

### Bronze nu. Julio Antonio: Una vida d'escultor
El Museu d'Art Modern de Tarragona rebé l'any 1968 el llegat d'una gran part de l'obra de l'escultor Julio Antonio (Móra d'Ebre, 1889 – Madrid, 1919).
Tot i que en l'exposició es poden veure diverses facetes del treball de Julio Antonio, del qual cal destacar la seva tasca en la renovació de l'escultura a l'Estat espanyol i la seva vinculació al moviment literari de la Generación del 98, l'objectiu principal de la mostra és apropar a la ciutadania de les nostres comarques i als visitants en general el Monument als Herois de 1811, i posar en valor la relació existent entre l'art i la societat amb què conviu.
Cal dir, també, que la ubicació del monument —Rambla Nova, cruïlla carrers d'Yxart i de Cañellas— l'ha convertit en una icona de la ciutat però, tot i això, molts dels que han fet seu aquest espai difícilment ens dirien quatre dades sobre el monument.

### Transició. El pas del s. XIX al s. XX
A més de Julio Antonio, altres artistes van viure el pas del segle xix al xx a les comarques de Tarragona. D’una banda, pintors com Josep Tapiró, Josep Sancho Piqué, José Nogué Massó i Antoni Torres Fuster van seguir pautes academicistes. D’altra banda, escultors com Santiago Costa, Josep Cañas i Josep Pujol Montané es van obrir a noves tendències i van creuar fronteres.

### El Taller i l'Escola. De la República a la Democràcia
El Taller - Escola de Pintura i Escultura de la Generalitat de Catalunya a Tarragona Proclamada la II República, l'any 1931, la Generalitat basti un important projecte a l'entorn de la cultura del país. La creació del Taller - Escola de Pintura i Escultura a Tarragona, suposa l'existència d'un centre capdavanter en la formació d'arts plàstiques a la ciutat de Tarragona.
La proposta, dirigida per Ignasi Mallol i Joan Rebull, juntament amb els professors Salvador Martorell, Enric Cristòfol Ricart, Josep Maria Capdevila i Rafael Benet, contribuí a la formació d'un gran nombre d'alumnes, alguns dels quals esdevingueren artistes reconeguts, com ara Josep Busquets i Ódena, Sadurní Garcianguera, M. Teresa Ripoll, Antonio Gonzalo Lindín o Enric Pinet.
L'Escola fou destruïda a causa dels bombardeigs que patí la ciutat de Tarragona en el decurs de la guerra civil.

### Art Contemporani
La democratització del sistema polític que facilità el desenvolupament artístic intern i les relacions internacionals, així com la intensa comercialització del fenomen artístic, propiciaren, als anys vuitanta, un fort desenvolupament de les arts plàstiques. Tot i això, a la darrera dècada del segle l'entusiasme va decaure, però no així el treball i la qualitat dels artistes.

### Biennal d'Art
Amb la Medalla Julio Antonio d'escultura i la Medalla Tapiró de pintura, la Diputació de Tarragona instaura, l'any 1944, uns premis per al foment de la creació artística.
Aquest guardó tingué, en els seus inicis, caràcter anual, però amb el pas del temps ha esdevingut la Biennal d'Art tal com és coneguda actualment. L'edició de 2012 va guanyar-la Àngel Pomerol.

### La Capella - Tom Carr
Aqua et tempus, la instal·lació que podem veure a La Capella és resultat de l'exposició del mateix nom que l'artista va realitzar en aquest museu el 1997. La mostra va tenir una antítesi, Ignis et tempus, que es presentà paral·lelament al Museu de Graz.
Ordre i geometria són elements constants en la seva producció escultòrica; formes com el quadrat, el triangle i el cercle es presenten en tipologies molt variades, més o menys fràgils, tot jugant amb els buits, l'aire i la llum que les penetren i les envolten.

## Obres destacades
- La esfinge de Roscoff
- Tapís de Tarragona